# Казанская церковь (Минск)
Церковь Казанской иконы Божией Матери — утраченный православный храм в Минске, находившийся на нынешней площади Мясникова.

## История
Уже в начале XX века появилась идея создать большой каменный храм, однако окончательный проект новой церкви был утверждён только в 1909 году. В том же году было получено разрешение на возведение храма. Построен за счёт добровольных пожертвований минчан и ассигнований Министерства путей сообщения.
Строительство каменного храма в неовизантийском стиле было завершено к 1914 году, храм имел богатый декор. Перед церковью находилась каменная часовня в память чудесного спасения Царской Семьи, построенная в 1898 году. Освящён в октябре 1914 года епископом Минским и Туровским Митрофаном (Краснопольским).
После закрытия церкви в 1922—1928 годах в здании размещались районные комитеты КП(б)Б и Ленинский коммунистический союз молодежи Беларуси.
В 1930 году «по просьбам рабочих» городские власти приняли решение немедленно передать здание под культучреждение. Церковные колокола были переплавлены. Позолоченные кресты, украшавшие купол храма, сняты, а на их месте стал развеваться красный флаг.
В 1932—1936 годах — Клуб железнодорожников.

Во времена «безбожной пятилетки» было принято решение уничтожить Казанскую церковь. В конце мая 1936 года под руководством военного инженера П. Г. Григоренко храм был взорван. В своих воспоминаниях в книге «В подполье можно встретить только крыс» Григоренко так описывает происходящее:
Весть о нашем взрыве быстро разлетелась по Беларуси. И ЦК КПСС просил командующего БВО направить те эсминцы из Витебска в Минск. Здесь, оказывается, рядом с недавно построенным девятиэтажным зданием правительства осталась небольшая церковь, почти вплотную примыкающая к этому зданию. Наученный витебским опытом, просил в три раза больше и получил без торга. Мы взорвали церковь, не повредив здание правительства. После этого под моим руководством был взорван храм в Смоленске. При этом я отошел от взрывов церквей, сказав, что подготовленная мною бригада прекрасно справится и без меня. На самом деле причина была в моем внутреннем состоянии. Готовя взрыв храма в Витебске, я чувствовал внутренний протест. И хотя я любовался горой кирпичей, стоявших на месте собора, настоящей радости от работы у меня не было. Минский взрыв я уже готовил без интереса. А в Смоленске мне было просто противно то, чем я занимаюсь.
Пустырь, образовавшийся после взрыва храма, назвали площадью имени Мясникова.
В июле 2023 года появились сообщения о планах воссоздания храма. Высота нового храма будет составлять 25 метров с учётом креста, что на 10 ниже, чем у оригинальной церкви.

## Галерея

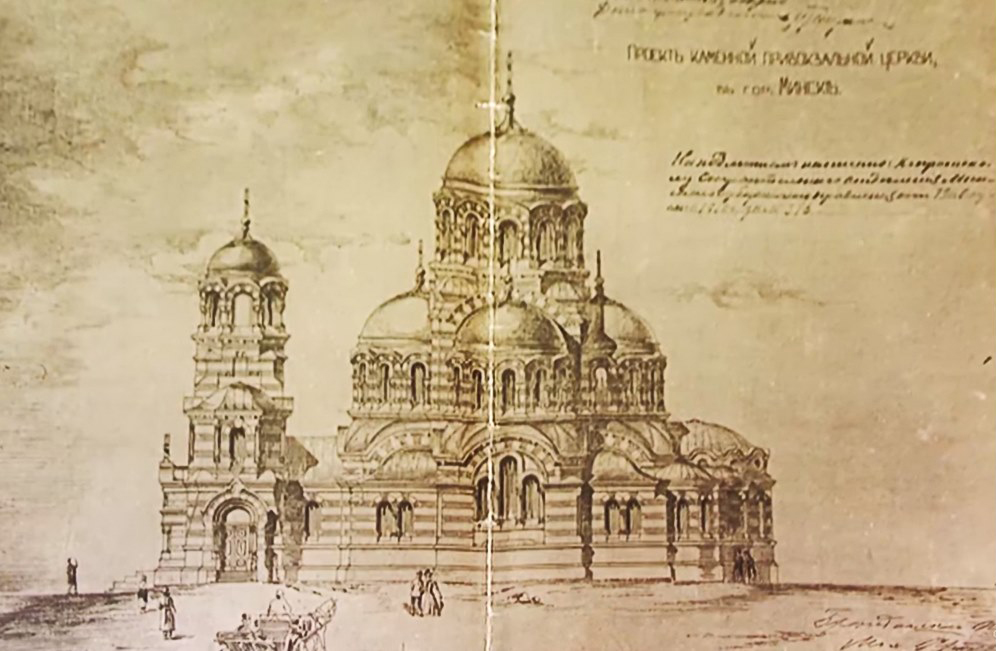
Проект каменной церкви, 1909 год.
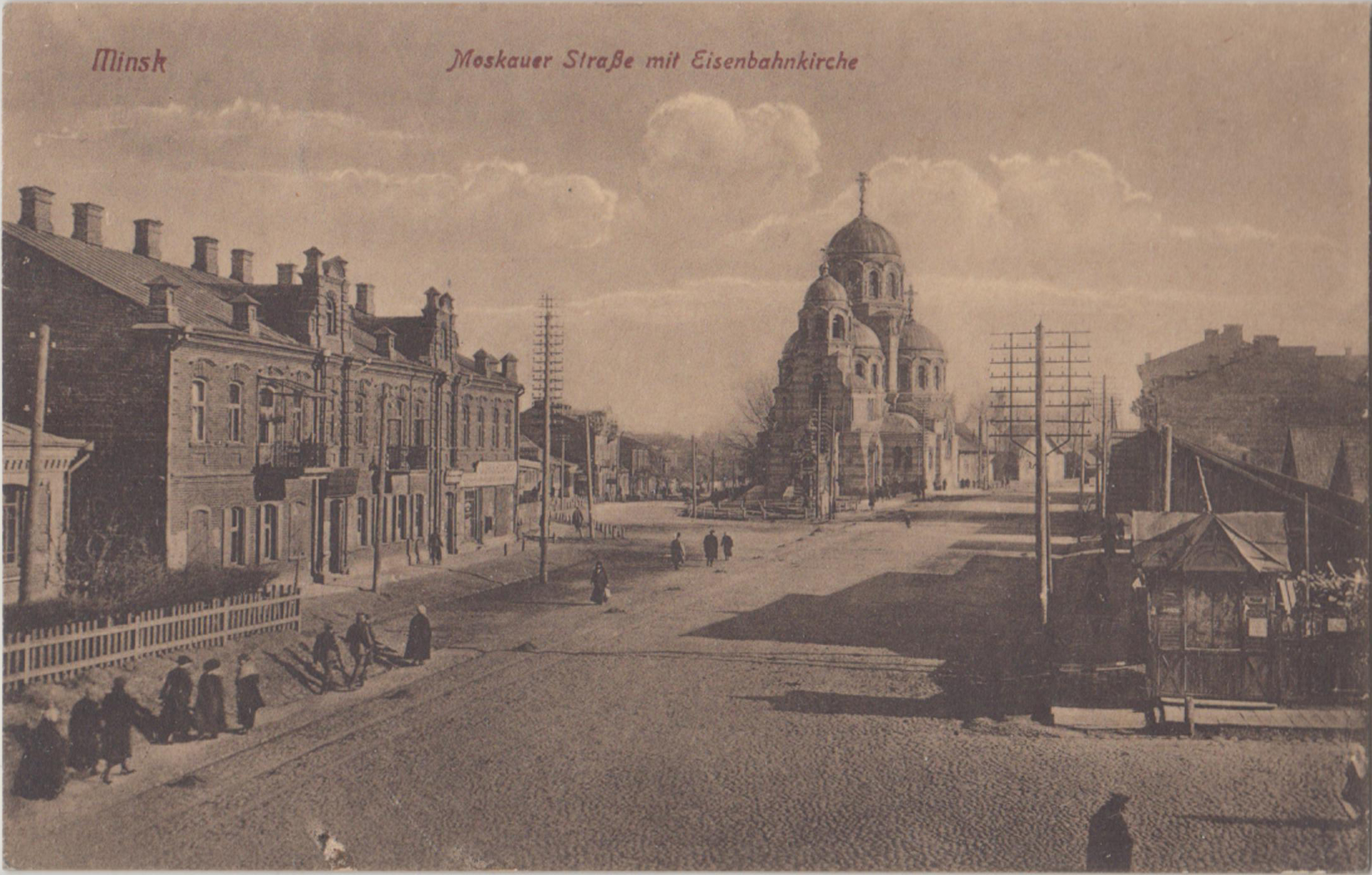
Казанская церковь в 1918 году.
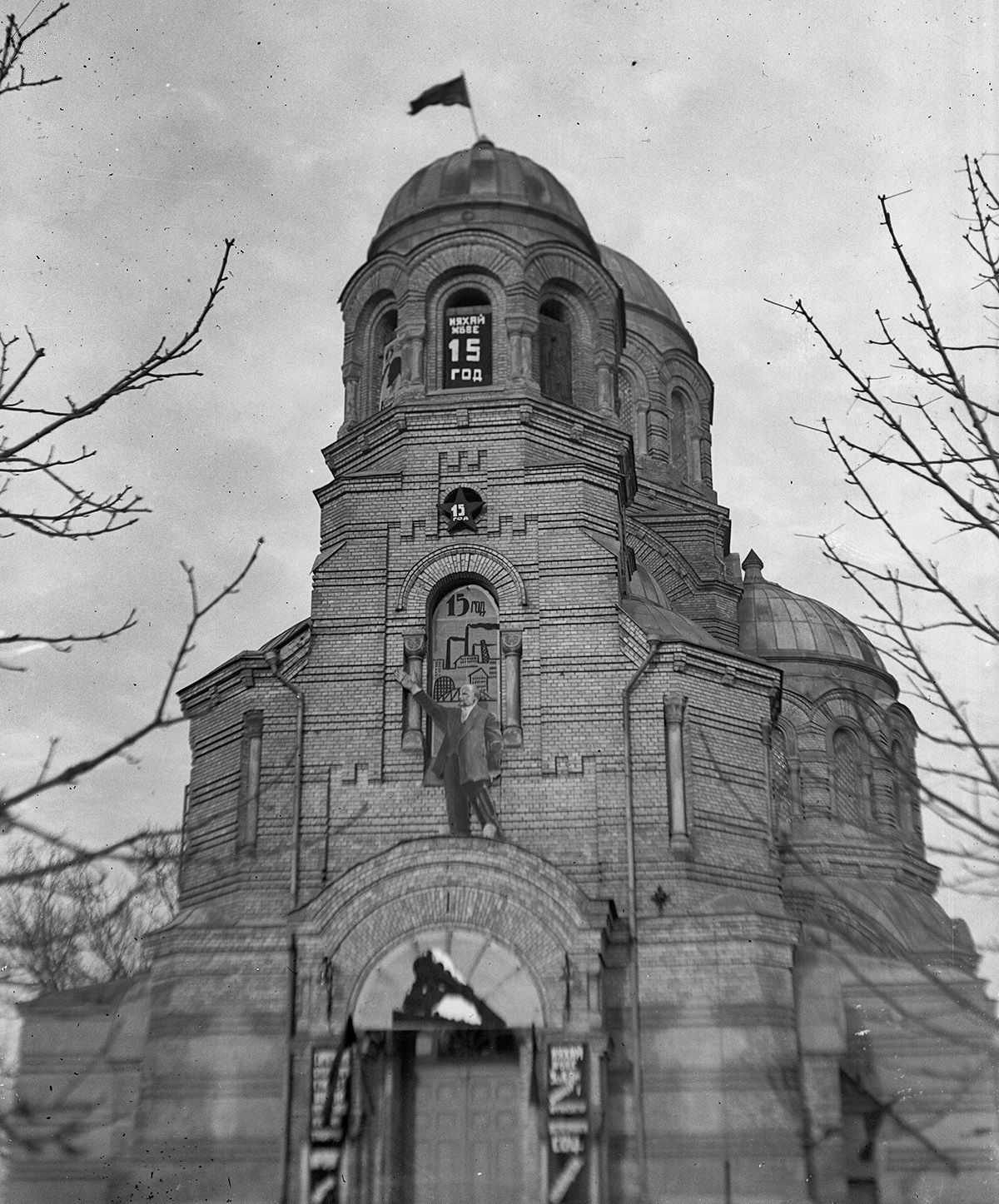
Казанская церковь, переделанная под Клуб железнодорожников, 1932 год.